# Pelúsio

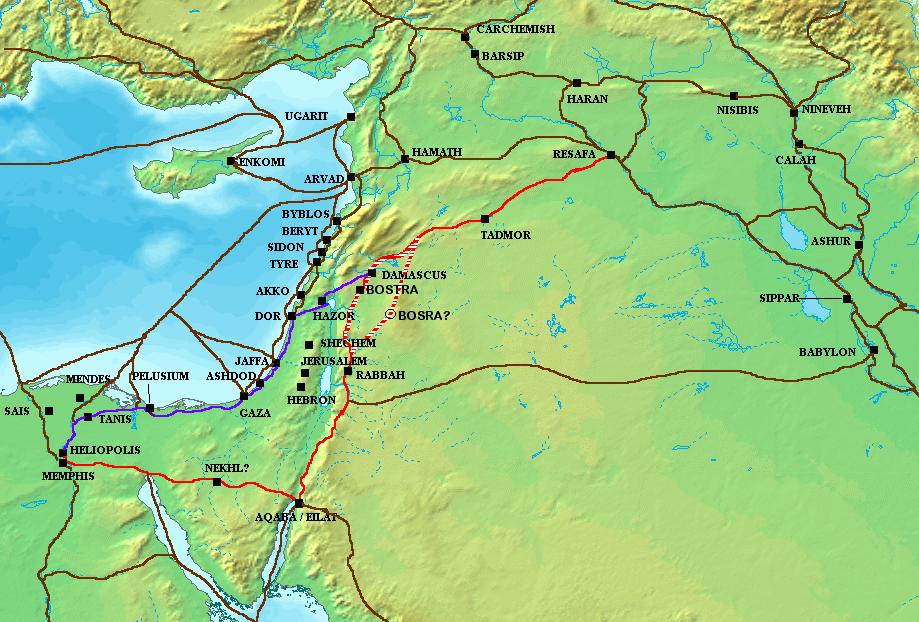
Pelúsio (Pelusium) na Via Maris (violeta), costa mediterrânea, o Caminho dos Reis (a vermelho), e outras rotas comerciais no

Pelúsio (em latim: Pelusium ou Ostium Pelusiacum, "Boca Pelúsia")  foi uma antiga cidade do Baixo Egito, situada no extremo nordeste do delta do Nilo, na desembocadura mais oriental do Nilo. Situava-se cerca de 30  quilômetros a sudeste de Port Said. A cidade foi conhecida por outros nomes, como Sena, Per-Amom, Per-Amun ("templo ou casa de em Amom em egípcio e copta), Pelousion (Πηλούσιον em grego clássico), Sin (em caldeu e hebraico), Seyân (em aramaico), Farama ou Al-Farama (em algumas fontes históricas árabes, derivado dos nomes coptas) e Tell el-Farama (em árabe egípcio e árabe moderno). É citada com o nome de Sin, fortaleza do Egito, no Antigo Testamento, no Livro de Ezequiel 30:15.

## História
Cidade chave do Antigo Egito, a antiga cidade estava situada a uns 6 quilômetros para o interior, embora atualmente esteja mais próxima à costa. O produtos principal das terras próximas era o linho, o linho pelusíaco (Linum Pelusiacum) era ao mesmo tempo abundante e de uma boníssima qualidade. Era uma fortaleza fronteiriça, chave na fronteira entre a Síria e o mar. Dada a sua posição, esteve exposta ao ataque dos invasores do Egito; travaram-se várias batalhas importantes ante as suas muralhas, e com frequência foi assediada e tomada.
Em 700 a.C., o exército de Senaqueribe (720—-715 a.C.), rei da Assíria, chegou perante as muralhas de Peromi, mas retirou-se. Durante a retirada os egípcios atacaram-no e derrotaram-no.
Heródoto escreveu que o faraó Psamético I (664—610 a.C.) deu terras aos mercenários da Antiga Grécia jônios e cários na cidade de Bubástis, no ramo Pelusiaco do rio. Porém, não foi provado que o estabelecimento dos mercenários fosse na cidade de Pelúsio, pois não foi encontrado nenhum vestígio do século VII a.C.
Os persas conquistaram a cidade no século VI a.C., fato mencionado por Heródoto, mas também não foram achados vestígios desta época.
Em 525 a.C., foi livrada a batalha de Pelúsio na qual as forças do xá aquemênida Cambises II derrotaram as de Psamético III. Conta-se que durante o assédio de Pelúsio, Cambises ideou um estratagema para vencer a resistência desta cidade. Como os gatos eram sagrados lá, ordenou aos seus soldados que os capturassem e lançassem-nos com as catapultas para a cidade. Ao ver que os felinos corriam perigo de morte, os habitantes renderam-se.
Em 373 a.C., o sátrapa Farnabazo II de Frígia, apresentou-se com a sua frota ante Peromi, mas retirou-se sem a atacar, devido às medidas tomadas pelo faraó Netanebo I, que inundou as terras e bloqueou os canais navegáveis, pelo qual a expedição naval foi um desastre. Pelúsio foi conquistada em 369 a.C. pelos persas. A guarnição egípcia e cinco mil mercenários gregos renderam-se, após ser completamente derrotadas as forças de Netanebo.
Em 333 a.C., entrou em Pelúsio o rei macedônio Alexandre, o Grande, sem luta, e estabeleceu uma guarnição. Após a morte de Alexandre, o general Ptolemeu ficou com o governo do Egito e tornou-se faraó.
Em 321 a.C., o corpo de Alexandre foi levado para Pelúsio.
Em 306 a.C.,[carece de fontes?] após haverem derrotado Ptolemeu I Sóter em Chipre, Antígono Monoftalmo e seu filho Demétrio Poliórcetes tentaram tomar o Egito, Antígono por terra e Demétrio por mar; Ptolemeu I Sóter resistiu com seu exército em Pelúsio, e com seus navios de guerra no rio.
Em 173 a.C., Antíoco IV Epifânio derrotou Ptolemeu VI Filométor perante as muralhas da cidade, e conservou-a após abandonar o restante do Egito. Mais tarde (na época não estabelecida), retornaria a cidade para os lágidas.
Em 55 a.C. Marco Antônio, general às ordens do procônsul Aulo Gabínio, derrotou os egípcios perto de Pelúsio e ocupou-a, mas respeitou a vida dos seus habitantes.
Em 48 a.C., Cleópatra marchou para a cidade no comando um exército de egípcios e mercenários sírios e árabes contra o seu irmão e marido Ptolemeu XII Auletes. No mesmo ano, a 28 de setembro, Pompeu foi assassinado na cidade, após ter sido derrotado em Farsália e ter fugido para a cidade procurando a proteção do faraó Ptolemeu; porém, Ptolemeu mandou-no matar e enviou-o embalsamado para Júlio César, quando este chegou em outubro, e Pelusium caeria nas suas mãos.
Em 31 a.C., depois da batalha de Ácio, Augusto apresentou-se em Pelúsio, e o governador Seleuco abriu-lhe as portas. A cidade foi visitada por diversos imperadores romanos, entre eles Tito (70), Adriano (130-131), e Septímio Severo (199-200).
O astrônomo Cláudio Ptolemeu residiu nela.
Em 501, a cidade foi seriamente danificada pelos persas. Em 524, sofreu uma praga e desde então foi conhecida nomeadamente pelo seu nome copto, Paramoun.
Em 618, Pelusium foi atacada e depois conquistada temporalmente pelos persas dirigidos por Khusraw. Em 640 foi ocupada por Amr ben al-Ash após uma forte resistência, e a sua queda conduziu à de tudo o Egito, do qual Amr foi o primeiro governador.
Por volta de 870, Pelusium era um porto de primeira importância da rede comercial dos mercadores Radanitas.
Em 1171 foi arrasada por Balduíno I de Jerusalém, que faleceu envenenado ao comer peixe do lugar. Em 1169, é mencionado um ataque do rei Amaúri I de Jerusalém, mas depois não volta a ser mencionada.
Atualmente é sede dum bispo metropolitano da Igreja Ortodoxa.

## Sítio arqueológico
A cidade foi escavada por Jacques Cledal em 1910. Em 1982, iniciou escavações Mohammed Abd el-Maksoud. Em 1991, Tell el-Farama e outros lugares próximos como Tell el-Makhzan e Kanais, considerados parte do "Grande Pelusium", foram repartidos em concessões a equipas egípcias, canadenses, suiças e britânicas; Ahmed el-Tabai descobriu um anfiteatro e Mohammed Abd el-Samie uma igreja bizantina em Tell el-Makhzan.